# Hancock
|  | Per a altres significats, vegeu «Hancock (desambiguació)». |

Hancock és una pel·lícula satírica de superherois, protagonitzada per Will Smith i dirigida per Peter Berg. La història gira al voltant de John Hancock, un superheroi amb problemes d'alcoholisme que amb l'ajuda d'un publicista (Jason Baterman) intentarà reconciliar-se amb la societat. Va ser estrenada l'1 de juliol del 2008.

## Argument
John Hancock (Will Smith) és un superheroi alcohòlic i agressiu amb poders com: vol supersònic, invulnerabilitat, immortalitat i superforça. Malgrat que usa dels seus poders per detenir els criminals de Los Angeles, la seva activitat causa milions de dòlars en danys diversos a causa de la seva constant embriaguesa. Hancock tampoc fa cas de les citacions judicials de la ciutat per a pagar pels danys materials que ha causat.
Quan el portaveu de relacions públiques Ray Embrey (Jason Bateman) surt d'una infructuosa reunió, s'embussa en les vies del ferrocarril. Hancock li salva la vida, però causa el descarrilament del tren.
Ray li ofereix ajudar-lo a millorar la seva imatge pública, cosa que Hancock accepta de mala gana: convenç el superheroi alcohòlic de deixar-se empresonar a causa de les multes pendents a fi de mostrar a tothom com n'és de necessària la seva presència. Quan la taxa de delinqüència augmenta a causa de l'empresonament d'Hancock, el superheroi és contactat pel Cap de Policia. Amb un nou vestit, Hancock intervé al robatori d'un banc, rescata un policia i deté el cap dels lladres, Red Parker (Eddie Marsan).
Hancock és aplaudit i es fa més popular, tal com havia predit Ray. Surt a sopar amb Ray i la seva esposa Mary (Charlize Theron), a qui revela la seva aparent immortalitat i la seva amnèsia des de fa 80 anys. Descobreix que Maria també té superpoders i amenaça en dir-ho si ella no li explica els seus orígens, i ella li diu que han viscut durant 3000 anys amb les seves facultats, després d'haver estat anomenats déus o àngels en el seu temps, que ara són els últims de la seva espècie.
Mary no diu tota la veritat a Hancock, i aquest explica a Ray la conversa. Això provoca una batalla entre Hancock i Mary que acaba al centre de Los Angeles, causant molts estralls. Ray, en plena reunió de negocis, veu i reconeix Mary utilitzant poders com els de Hancock.
Hancock és ferit i és hospitalitzat, Mary entra i explica que, quan estan tan a prop, comencen a perdre els seus poders. També explica que Hancock va ser atacat en un carreró 80 anys enrere, la qual cosa li va produir l'amnèsia.
Mentre ell està hospitalitzat, l'hospital és assaltat per Red Parker, el lladre del banc, i dos homes que Hancock ha humiliat durant el seu empresonament. Mary, de visita a Hancock, li disparen en el procés. Hancock és capaç de detenir dos homes però és ferit per ells. Red Parker intenta matar Hancock, però Ray ve al rescat i mata el lladre amb una destral contra incendis. Amb Mary moribunda, Hancock fuig de l'hospital, cosa que permetria a Maria recuperar-se. Més tard, apareix a la ciutat de Nova York, treballant com un superheroi. Com a agraïment a Ray, i li fa un petit però significatiu favor.

## Repartiment
- Will Smith: John Hancock
- Jason Bateman: Ray Embrey
- Charlize Theron: Mary Embrey
- Johnny Galecki: Jeremy
- Félix Martínez

## Versió en català
La pel·lícula no va ser estrenada als cinemes en català. Tanmateix, sí que existeix la versió en català que es pot obtenir en DVD